# L’Osservatore Romano
L’Osservatore Romano (рус. «Оссерваторе романо»; с итал. — «Римский обозреватель») — ежедневная газета, издающаяся в Ватикане. Не является официальным органом и имеет собственную издательскую политику, однако освещает деятельность Святого Престола и является одним из трех официальных источников новостей, наряду с Радио Ватикана и телевидением CTV (Centro Televisivo Vaticano). Издание охватывает всю публичную деятельность Папы римского, публикует статьи важных церковнослужителей и печатает официальные документы после их выпуска.

## История
Основателем газеты считается Маркантонио Пачелли — заместитель министра внутренних дел Папской Области при Пие IX и также дед папы Пия XII.
Первый выпуск L’Osservatore Romano был выпущен в Риме 1 июля 1861 года, несколькими месяцами после того, как было объявлено о создании Итальянского королевства 17 марта 1861 года.
Формулировка ежедневная газета была добавлена 31 марта 1862 года. Газета издаётся на разных языках (отсортированы по году первого выпуска на национальном языке):
- Ежедневно на итальянском (1861);
- Еженедельно на французском (1949);
- Еженедельно на итальянском (1950);
- Еженедельно на английском (1968);
- Еженедельно на испанском (1969);
- Еженедельно на португальском (1970);
- Еженедельно на немецком (1971);
- Ежемесячно на польском (1980);

Ежедневное итальянское издание L’Osservatore Romano издаётся днём, с датой выпуска следующего дня. Из-за это часто возникают недоразумения.
Еженедельное английское издание L’Osservatore Romano впервые вышло 4 апреля 1968 года. В настоящее время она распространена более чем в 129 странах.
В годы фашизма
В годы правления Муссолини газета регулярно печатала антифашистские передовицы. Через два дня после вторжения нацистской Германии в Польшу полиция арестовала Гвидо Гонеллу, одного из самых видных авторов газеты. Наряду с Джузеппе Далла Торре, главным редактором L’Osservatore Romano, Гонелла давно был раздражающим фактором для фашистских властей — антифашистским голосом, упорно защищаемым Ватиканом.
Один из сотрудников издания — Ойген Браммерц — был завербован Штази и занимался шпионской деятельностью в Ватикане.

## Девиз
Девиз напечатан под верхней части первой страницы. Им являются слова Ульпиана из Дигест  — unicuique suum («каждому своё») и из Евангелия от Матфея — non praevalebunt — «[и Я говорю тебе: ты — Пётр, и на сём камне Я создам Церковь Мою, и врата ада] не одолеют [её] » (Мф. 16:18).